# Clarence Abel
Clarence (Taffy) Abel (28 mei 1900 - 1 augustus 1964) was een Amerikaans ijshockeyspeler en deelnemer aan de eerste Olympische Winterspelen van 1924 in het Franse Chamonix.
"Taffy"Abel werd geboren in Michigan uit een moeder die behoorde tot het Chippewavolk dat, in tegenstelling tot veel andere Indianenstammen, het Amerikaanse burgerrecht bezat. Toch was het voor die tijd bijzonder, dat hij als eerste Amerikaan van Indiaanse afkomst deelnam aan de Olympische Spelen, maar ook dat hij door zijn team werd gekozen tot vlaggedrager bij de openingsplechtigheid in Chamonix. Bovendien won hij met zijn ploeg de zilveren medaille in het toernooi, achter ijshockeyland Canada.
Vanzelfsprekend was de deelname van Abel allerminst. Sinds zijn vader in 1920 was gestorven, was hij de kostwinner van het gezin. Maar voor zover mogelijk in het amateurtijdperk kwam er wat steun voor de uitrusting en de reiskosten. Abel maakte als aanvallende verdediger gebruik van zijn indrukwekkende lengte, die hem bijnamen als "Michigan mountain" opleverde. De Amerikaanse ploeg had een agressieve speelstijl, waarbij er zelfs bloedneuzen optraden. Toch verloren ze uiteindelijk in een zinderende finale van Canada met 6-1.
In 1926 tekende Abel bij de New York Rangers, waarmee hij in 1928 de Stanley Cup won. Die cup behaalde hij nog eens in 1934 met de Chicago Blackhawks, waarvoor hij sinds 1929 uitkwam. Daarna beëindigde hij, na 333 wedstrijden in de NHL, zijn loopbaan, ging in zijn geboorteplaats een café drijven en de sportbeoefening onder indianen bevorderen. Hij werd in 1973 postuum toegelaten tot de Amerikaanse Hockey Hall of Fame.